# Artur Soares Dias
Artur Manuel Ribeiro Soares Dias (Vila Nova de Gaia, 14 de juliol de 1979) és un àrbitre de futbol de Portugal que pertany a la UEFA.

## Trajectòria
Soares Dias va ser nomenat àrbitre FIFA el 2010. Va arbitrar els primers partits internacionals a la UEFA Europa League en la temporada 2012-13. També va dirigir els play-offs entre Itàlia i Suècia de l'Eurocopa Sub-21.
Artur també va ser designat per a la Copa Mundial de Futbol Sub-20 a Nova Zelanda el 2015, on va arbitrar els quarts de final entre els Estats Units i Sèrbia.
En 2016, va ser designat per dirigir la tornada del partit de la tercera ronda prèvia de la Lliga de Campions de la UEFA 2016-17 entre l'AS Mònaco i el Fenerbahçe SK.